# Pyjamapret
Pyjamapret was een kinderradioprogramma van Teleac/NOT op Radio 5.

## Geschiedenis
Het programma werd vanaf 1995 dagelijks tussen 6:45 en 7:00 uur uitgezonden op Radio 5, het was bedoeld als een kwartiertje radio voor kleuters.
Het werd gepresenteerd door Hans Kuyper die, naar aanleiding van de door hem zo bedroevend slecht bevonden kwaliteit, zelf rijmpjes en versjes voor het programma begon te schrijven.
Pyjamapret stopte in april 2001. Er was daarna nog maar een specifiek op kinderen gericht landelijk radioprogramma. Alleen Oren wassen van de VPRO werd sindsdien nog uitgezonden, maar ook dat verdween spoedig daarna.